# Ксения Собчак
Ксения Анатолиевна Собчак (на руски: Ксе́ния Анато́льевна Собча́к) е руска журналистка, политик, актриса, сценаристка, продуцентка, телевизионна и радио водеща, общественичка и писателка, член на политическия съвет на партия „Гражданска инициатива“.

## Биография
Собчак е родена на 5 ноември 1981 г. в град Ленинград (днес Санкт Петербург), РСФСР, СССР. Неин баща е Анатолий Собчак, доцент на Юридическия факултет на Ленинградския държавен университет (по-късно кмет на Санкт Петербург през 1991 – 1996 г.), а майка ѝ е Людмила Нарусова, учителка по история. По бащина линия Ксения има полски, чешки, руски и украински корени, по майчина – руски и еврейски.
На президентските избори в Русия през 2018 г. е кандидат за президент, издигната от партия „Гражданска инициатива“. Тя се нарежда на 4-то място, като за нея гласуват 1 238 031 души (или 1,68 %).